# كريس رودون
كريس رودون (بالإنجليزية: Chris Rodon)‏ هو لاعب كرة قدم بريطاني في مركز الهجوم، ولد في القرن العشرين في ويلز في المملكة المتحدة. لعب مع برايتون أند هوف ألبيون وكارديف سيتي ونادي سانت إيلي تاون.